# Hovid
Hovid – miejscowość (tätort) w Szwecji, w regionie administracyjnym (län) Västernorrland, w gminie Sundsvall.
Według danych Szwedzkiego Urzędu Statystycznego liczba ludności wyniosła: 216 (31 grudnia 2015), 217 (31 grudnia 2018) i 214 (31 grudnia 2019).